# Yasmin Miller
Yasmin Miller (nacida el 24 de mayo de 1995) es una atleta de pista y campo británica que ha competido en eventos de velocidad y obstáculos. Compitió en los 100 metros vallas para Gran Bretaña a la edad de 16 años en el Campeonato Mundial Juvenil de Atletismo de 2011. Ganó el mismo evento en los Juegos de la Juventud de la Mancomunidad de ese año y también formó parte del equipo ganador de relevo 4 × 100 metros. Repitió el último éxito en el Campeonato Europeo Juvenil de Atletismo de 2013. Miller ha tenido éxito en vallas a nivel nacional, ganando dos bronces, una plata y un oro en los 60 metros vallas en el Campeonato Británico de Atletismo bajo techo y una plata y un bronce en los 100 metros vallas en los Campeonatos Británicos de Atletismo.

## Primeros años
Miller nació el 24 de mayo de 1995. Asistió a la escuela en Derbyshire.

## Carrera

### Carrera juvenil

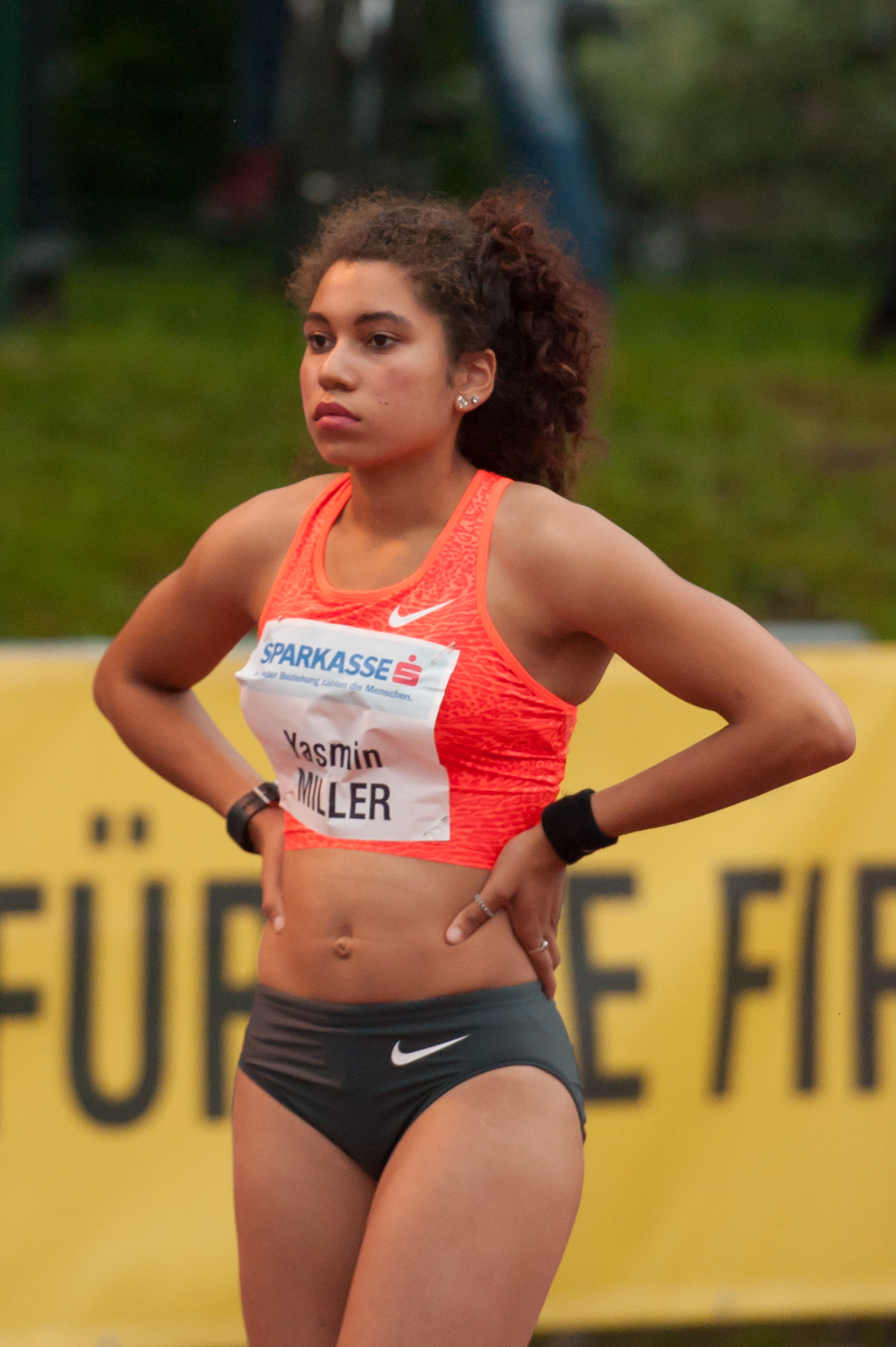
Miller en la Gala de Atletismo de Salzburgo de 2015.

A la edad de 16 años compitió por Gran Bretaña en el Campeonato Mundial Juvenil de Atletismo de 2011 en Lille, Francia. No logró pasar de las semifinales en el evento de 100 metros vallas. En septiembre de ese año, Miller ganó el oro en el mismo evento en los Juegos de la Juventud de la Mancomunidad de 2011. En la misma competencia ganó el oro en el relevo 4 × 100 metros con Dina Asher-Smith, Sophie Papps y Jazmin Sawyers.
Miller formó parte del equipo británico ganador de la medalla de oro en el relevo de 4 × 100 m en el Campeonato Europeo Juvenil de Atletismo de 2013 en Rieti, Italia, junto con Asher-Smith, Steffi Wilson y Desirèe Henry. Miller también compitió en los 100 metros vallas en el mismo evento, pero no progresó más allá de las eliminatorias. Ese año fue nombrada deportista del año en los premios de la Asociación de Deportes de las Escuelas de Derbyshire de 2013. Miller ocupó el cuarto lugar en los 100 metros vallas en el Campeonato Mundial Júnior de Atletismo de 2014 en Eugene, Oregón, Estados Unidos; ese mismo año ganó el oro en los 100 metros vallas de atletismo de Inglaterra para menores de 20 años. Miller compitió en los 100 metros vallas en el Campeonato Europeo de Atletismo Sub-23 de 2015 en Tallin, Estonia, pero no avanzó más allá de las eliminatorias. Ocupó el cuarto lugar en los 100 metros vallas en el Campeonato Europeo de Atletismo Sub-23 de 2017 en Bydgoszcz, Polonia.
Miller estudió derecho en la London South Bank University, tiempo durante el cual vivió en Canada Water. Miller representó a la universidad en las Nacionales de la Asociación de Deportes de las Universidades Británicas. En el evento bajo techo de 2017, estableció un nuevo récord de competencia en la semifinal de 60 metros vallas, pero quedó segunda en la final por 0,01 segundos. Más tarde ese año, en el evento al aire libre, ganó la final de 100 metros vallas. En septiembre de 2017, Miller debía regresar a la universidad para estudiar un máster en Derecho en derecho comercial internacional.

### Carrera sénior
Miller compitió en su último año en el Campeonato Británico de Atletismo bajo techo de 2013 y quedó tercera en los 60 metros vallas. Repitió esta posición en el Campeonato Británico de Atletismo bajo techo de 2015. En el Campeonato Británico de Atletismo de 2017 quedó en segundo lugar en los 100 metros vallas.
Miller se perdió la selección para los Juegos de la Mancomunidad de 2018 en 2017 por 0,01 segundos, corriendo los 60 metros vallas en 8,16 cuando se requería un tiempo de 8,15. En 2021, describió el incidente como el «punto más bajo» de su carrera atlética. Posteriormente vio a un psicólogo deportivo. En el Campeonato de atletismo sénior de pista y campo de Inglaterra de 2017, Miller ganó el primer lugar en los 100 metros vallas. Ocupó el segundo lugar en los 60 metros vallas en el Campeonato Británico de Atletismo en pista cubierta de 2018 y el tercero en los 100 metros vallas en el Campeonato Británico de Atletismo de 2019.
Miller ganó el primer lugar en los 60 metros vallas en el Campeonato Británico de Atletismo en Pista Cubierta de 2020. Tras el confinamiento por la pandemia de COVID-19 en el Reino Unido en 2020, Miller no pudo entrenar con su entrenador. En cambio, entrenó en el parque frente a su apartamento en Londres, con niños locales siguiéndola e imitando su carrera. El novio de Miller la ayudó cronometrando sus carreras.